# Lophopyxidaceae
Classification APG III (2009)
Famille
Les Lophopyxidaceae (les Lophopyxidacées) sont une petite famille de plantes à fleurs dicotylédones de l'ordre des Malpighiales qui ne comprend qu'une seule espèce : Lophopyxis maingayi.
C'est une liane des régions tropicales, munie de vrilles, originaire de Malaisie, des Îles de la Sonde, de îles Salomon et de îles Caroline.

## Étymologie
Le nom vient de genre type Lophopyxis dérivé du grec λόφων / lofon, crête, colline, et πυξις / pyxis, boite en buis, boite, en référence à la forme des fruits.

## Classification
La classification classique de Cronquist (1981) place ce genre dans la famille des Célastracées et dans l'ordre des Celastrales.
La classification phylogénétique APG (1998) n'accepte pas cette famille, mais la classification phylogénétique APG II (2003) et la classification phylogénétique APG III (2009) la reconnaissent et la placent dans l'ordre des Malpighiales.

## Liste des genres
Selon NCBI (24 mai 2010), Angiosperm Phylogeny Website (24 mai 2010) et DELTA Angio (24 mai 2010) :
- genre Lophopyxis (en)

## Liste des espèces
Selon NCBI (24 mai 2010) et Angiosperm Phylogeny Website (24 mai 2010) :
- genre Lophopyxis (en)
  - Lophopyxis maingayi